# Хосе Антоніо Сальдуа
Хосе Антоніо Сальдуа (ісп. José Antonio Zaldúa, 15 грудня 1941, Бастан — 30 червня 2018, Сант-Андреу-да-Лябанерас) — іспанський футболіст, що грав на позиції нападника.
Виступав, зокрема, за клуб «Барселона», а також національну збірну Іспанії.
Триразовий володар Кубка Іспанії. Володар Кубка ярмарків.

## Клубна кар'єра
У дорослому футболі дебютував 1960 року виступами за команду «Реал Вальядолід», у якій провів один сезон, взявши участь у 34 матчах чемпіонату. 
Своєю грою за цю команду привернув увагу представників тренерського штабу клубу «Барселона», до складу якого приєднався 1961 року. Відіграв за каталонський клуб наступні десять сезонів своєї ігрової кар'єри. У складі «Барселони» був одним з головних бомбардирів команди, маючи середню результативність на рівні 0,42 гола за гру першості. За цей час тричі виборював титул володаря Кубка Іспанії, ставав володарем Кубка ярмарків.
Протягом 1965 року захищав кольори клубу «Осасуна».
Завершив ігрову кар'єру у команді «Сабадель», за яку виступав протягом 1971—1975 років.

## Виступи за збірні
У 1960 році дебютував у складі юнацької збірної Іспанії (U-18), загалом на юнацькому рівні взяв участь у 2 іграх, відзначившись одним забитим голом.
У 1961 році захищав кольори олімпійської збірної Іспанії. У складі цієї команди провів 1 матч.
У 1961 році також дебютував в офіційних матчах у складі національної збірної Іспанії. Загалом протягом кар'єри в національній команді, яка тривала 3 роки, провів у її формі 3 матчі.
Помер 30 червня 2018 року на 77-му році життя у місті Сант-Андреу-да-Лябанерас.

## Титули і досягнення
- Володар Кубка Іспанії (3):

«Барселона»: 1962-1963, 1967-1968, 1970-1971
- Володар Кубка ярмарків (1):

«Барселона»: 1965-1966